# ハビタット (競走馬)
ハビタット（Habitat、1966年 - 1987年）は、アメリカ合衆国で生産されたサラブレッドの競走馬、および種牡馬。イギリスを中心に競走生活を送り、ムーラン・ド・ロンシャン賞などに優勝した。種牡馬としても成功し、ハビタット系と呼ばれる父系を形成している。

## 経歴

### 幼駒時代
アメリカ合衆国で生まれた競走馬で、1967年にキーンランドのイヤリングセール（1歳馬競り市）においてチャールズ・エンゲルハルトに10万5000ドルで購入され、イギリスへと渡った。
同じ競り市でチャールズに購入された馬リボフィリオとともに競走馬となり、当初は多くの競走馬と同様に2歳からデビューするはずであった。しかしハビタットは気弱で調教は思うようにいかず、同僚のリボフィリオがシャンペンステークスやデューハーストステークスに勝ってイギリス最優秀2歳牡馬に選出されるなど活躍している間も、デビューはお預けのままであった。
体高（キ甲＝首と背の境から足元まで）は16.1ハンド（約163.6センチメートル）で、前脚と膝が貧相であったという。この特徴は、後に一部の産駒にも受け継がれた。

### デビューから頂点へ
3歳になった1969年、リボフィリオが各国のクラシック競走に登録されるなか、ハビタットは4月のサンダウンパーク競馬場で行われたロイヤルステークス（10ハロン・約2012メートル）でデビュー戦を行ったが、結果は最下位であった。
それから2週間後のウインザー競馬場で行われた同距離の競走に出走、ゴール前まで勝利目前であったが、そこでアブソーブドという馬にわずかに追い抜かれて2着に終わった。後の5月23日、ヘイドックパーク競馬場での下級条件戦（1マイル・約1609メートル）において初めて1着でゴール、5馬身差の楽勝で初勝利を挙げた。
1ヶ月で3戦というペースでの出走が続いたが、ハビタット自身に疲れの色は見られなかったため、ハビタットの陣営は初勝利からわずか8日後のロッキンジステークスへの出走登録を行った。この年、イギリス競馬におけるマイル競走の最高峰であった同競走には、前年の2000ギニーステークス3着馬ジミーレッピン、同年の2000ギニーステークス2着馬タワーウォーク、そしてエクリプスステークス優勝馬ウォルヴァーホロウなどといった強豪馬が登録していた。ハビタットは単勝21倍と穴馬扱いされるなか、これらの面子を相手にしながら1着でゴール、2着ジミーレッピンを1馬身半離して優勝を飾った。ハビタットが他の強豪馬よりも軽い斤量を背負っていたことも勝因ではあったが、その実力は大いに評価され、その年の3歳馬のなかでもトップクラスのマイラーとして位置づけられた。
2週間後に行われた翌戦のセントジェームズパレスステークスでは2着に敗れたが、定量戦であったことと、対戦相手が英愛2000ギニー勝ち馬であるライトタックであったことから、その評価が下がることはなかった。この競走の後、約2か月の休養に入った。

### 再びマイルの頂点へ
休養明けの8月中旬、ハビタットはフランスのクィンシー賞（ドーヴィル競馬場・1マイル）で復帰した。良馬場で行われたその競走で、ハビタットはフランスの牝馬ミゲを相手にこれを優勝した。
その翌週にはグッドウッド競馬場のウィルズマイルに出走、以前にも対戦したジミーレッピンや、1000ギニートライアルステークスなどに優勝した牝馬ルーシーローウなどと競い、最後の1ハロンで猛然と抜け出し、ルーシーローウを半馬身差抑えて優勝した。2着のルーシーローウ、それから僅差の3着ジミーレッピンはこの競走以降はすべて無敗を守った馬であり、そういった点でもハビタットがこの競走を制したことに大きな意味が付加された。
しかし、同競走の後からハビタットは急に落ち着きを失って常にそわそわしていた。レースに支障が出ると考えられたため、次の予定されていたクイーンエリザベス2世ステークスは回避することになった。そのため、ハビタットの最終戦となる次走はロンシャン競馬場のアーク・デイ（凱旋門賞の開催日）、フランスにおけるマイル競走の最高峰でもあるムーラン・ド・ロンシャン賞が選ばれた。
本戦の前夜には、アイルランドの競走馬生産者であったティム・ロジャースがハビタットの権利を100万ドルで購入したいという交渉を持ちかけていた。この競走に勝つことが取引の前提条件であったが、そのような条件を課すまでもなく、ハビタットは2馬身から3馬身の差をつけて優勝、有終の美を飾った。

## 引退後
その後、ハビタットは1株10000ポンドでシンジケートが組まれ、アイルランドのグランジウィリアムスタッドに移り、ここで種牡馬となった。ティムが設定した種牡馬入り初年度（1970年）の種付け料は2750ギニーで、これは当時としてかなりの高額、かつハビタットの戦績に照らし合わせてもあまりにも強気の価格設定であった。
しかし、ティムの価格設定が間違いでなかったことは間もなく証明された。ハビタットの産駒は一様にしてスピードに優れ、初年度産駒から早くもグループ制競走の勝ち馬を出すことに成功、ファーストシーズンリーディングサイアーの座を獲得した。ロイヤルアスコット開催内のクイーンメアリーステークス (G2) で優勝した2歳牝馬ビッティーガールがハビタット産駒初の重賞勝ち馬となり、その後生涯で53頭のグループ競走勝ち馬を送り出す大成功となった。種牡馬として最後のシーズンになった1986年までに産駒の稼いだ賞金総額は、80000アイルランドギニーにもなった。
1986年の秋頃から蹄葉炎を患うようになり、治療が試みられていたが成果は上がらず、翌年1987年の6月23日になって安楽死の処置がとられた。

### 主な産駒
父と同様、主にスプリントからマイル（5-8ハロン・1000-1600メートル）で適性を示す産駒が多いのが特徴的である。典型とも言える代表産駒に、1978年生まれの牝馬マーウェルがいる。同馬は2歳時はチェヴァリーパークステークス、3歳時はジュライカップやアベイユ・ド・ロンシャン賞、キングススタンドステークスといったスプリント戦線の大競走で活躍した馬であった。
マイル戦線での代表産駒としては1986年生まれのディスタントリレイティヴがいる。同馬はサセックスステークスに優勝したほか、ムーラン・ド・ロンシャン賞ではその年のプール・デッセ・デ・プーラン（仏2000ギニー）優勝馬のリナミクスを破るなどの活躍がある。
1973年生まれの牝馬フライングウォーターは、ハビタット産駒唯一のクラシックホースであった。同馬は1976年の1000ギニーステークスに優勝したほか、チャンピオンステークスなどにも勝ち、ジャック・ル・マロワ賞ではブラッシンググルームを破っている。
アメリカの生産者からも種付けの申し込みは多数あったものの、全てティムに拒否されていた。そのため北米での活躍馬はあまり多くなかった。しかしイギリスやアイルランドで生産されて、その後渡米した産駒も少なからず存在した。1983年生まれのスタンランはイギリスで生まれてフランスで競走生活を送り、1988年よりアメリカに移籍した馬である。現地でブリーダーズカップ・マイルなどG1競走4勝を挙げる活躍を見せた。また、1974年生まれのハビトニーはアイルランド産ながらも最初からアメリカの西海岸で競走生活をはじめ、サンタアニタダービーなど重賞3勝を挙げ、ハビタット産駒の数少ないダート重賞勝ち馬となった。
初年度産駒のハバットを始め、2歳時にミドルパークステークスを優勝した産駒を4頭出している。そのうちの1頭スティールハート（1972年生）は後に日本に輸入され、ニホンピロウイナーやタカラスチールといった日本の名マイラーたちの父となった。

### 母の父としての産駒
ハビタットはブルードメアサイアーとしての影響も大きく、全部で23頭のG1馬、8頭のヨーロッパクラシックホースの母父となった。1987年・1988年・1994年・1996年の4年度において英愛リーディングブルードメアサイアーになるなど、その影響は父としてのものと遜色ないものであった。
1981年生まれのハビタット産駒の牝馬ブロケードは、現役時にもフォレ賞などに勝つなど十分な活躍をした馬であったが、母としてブリーダーズカップ・マイル優勝馬バラシア（1990年生・父サドラーズウェルズ）、アイリッシュ1000ギニーなどに勝ったゴッサマー（1999年生・父サドラーズウェルズ）などを産んだ。
また、前述のマーウェルも繁殖牝馬としても成功し、アイリッシュ1000ギニー優勝馬マーリング、ナショナルステークス優勝馬カーウェントとG1馬を2頭も出している。
ほか、以下のような産駒の名前が挙がる。
- ネヴァーソーボールド Never So Bold - 1980年生・牡馬。ジュライカップなど。
- リファレンスポイント Reference Point - 1984年生・牡馬。ダービーステークスなど。
- クリエイター Creator - 1986年生・牡馬。イスパーン賞など。
- シャーミット Shaamit - 1993年生・牡馬。ダービーステークスなど。
- キングオブキングス King of Kings - 1995年生・牡馬。2000ギニーステークスなど。

## 主な勝鞍
※当時はグループ制未導入
1969年（3歳） 8戦5勝
ロッキンジステークス、クィンシー賞、ウィルズマイル、ムーラン・ド・ロンシャン賞
2着 - セントジェームズパレスステークス

## 血統

### 血統表
| ハビタットの血統（サーゲイロード系（ロイヤルチャージャー系） / Plucky Liege 4x5=9.38%、 Pharos 5x5=6.25%） | ハビタットの血統（サーゲイロード系（ロイヤルチャージャー系） / Plucky Liege 4x5=9.38%、 Pharos 5x5=6.25%） | ハビタットの血統（サーゲイロード系（ロイヤルチャージャー系） / Plucky Liege 4x5=9.38%、 Pharos 5x5=6.25%） | （血統表の出典） | （血統表の出典） |
| 父 Sir Gaylord 1959 鹿毛 アメリカ                                                                          | 父の父Turn-to 1951 鹿毛 アイルランド                                                                       | Royal Charger                                                                                              | Nearco           | Nearco           |
| 父 Sir Gaylord 1959 鹿毛 アメリカ                                                                          | 父の父Turn-to 1951 鹿毛 アイルランド                                                                       | Royal Charger                                                                                              | Sun Princess     |                  |
| 父 Sir Gaylord 1959 鹿毛 アメリカ                                                                          | 父の父Turn-to 1951 鹿毛 アイルランド                                                                       | Source Sucree                                                                                              | Admiral Drake    | Admiral Drake    |
| 父 Sir Gaylord 1959 鹿毛 アメリカ                                                                          | 父の父Turn-to 1951 鹿毛 アイルランド                                                                       | Source Sucree                                                                                              | Lavendula        |                  |
| 父 Sir Gaylord 1959 鹿毛 アメリカ                                                                          | 父の母Somethingroyal 1952 鹿毛 アメリカ                                                                    | Princequillo                                                                                               | Prince Rose      | Prince Rose      |
| 父 Sir Gaylord 1959 鹿毛 アメリカ                                                                          | 父の母Somethingroyal 1952 鹿毛 アメリカ                                                                    | Princequillo                                                                                               | Cosquilla        |                  |
| 父 Sir Gaylord 1959 鹿毛 アメリカ                                                                          | 父の母Somethingroyal 1952 鹿毛 アメリカ                                                                    | Imperatrice                                                                                                | Caruso           | Caruso           |
| 父 Sir Gaylord 1959 鹿毛 アメリカ                                                                          | 父の母Somethingroyal 1952 鹿毛 アメリカ                                                                    | Imperatrice                                                                                                | Cinquepace       |                  |
| 母 Little Hut 1952 鹿毛 アメリカ                                                                           | 母の父Occupy 1941 鹿毛 アメリカ                                                                            | Bull Dog                                                                                                   | Teddy            | Teddy            |
| 母 Little Hut 1952 鹿毛 アメリカ                                                                           | 母の父Occupy 1941 鹿毛 アメリカ                                                                            | Bull Dog                                                                                                   | Plucky Liege     |                  |
| 母 Little Hut 1952 鹿毛 アメリカ                                                                           | 母の父Occupy 1941 鹿毛 アメリカ                                                                            | Miss Bunting                                                                                               | Bunting          | Bunting          |
| 母 Little Hut 1952 鹿毛 アメリカ                                                                           | 母の父Occupy 1941 鹿毛 アメリカ                                                                            | Miss Bunting                                                                                               | Mirthful         |                  |
| 母 Little Hut 1952 鹿毛 アメリカ                                                                           | 母の母Savage Beauty 1934 鹿毛 アメリカ                                                                     | Challenger II                                                                                              | Swynford         | Swynford         |
| 母 Little Hut 1952 鹿毛 アメリカ                                                                           | 母の母Savage Beauty 1934 鹿毛 アメリカ                                                                     | Challenger II                                                                                              | Sword Play       |                  |
| 母 Little Hut 1952 鹿毛 アメリカ                                                                           | 母の母Savage Beauty 1934 鹿毛 アメリカ                                                                     | Khara | Kai-sang         | Kai-sang         |
| 母 Little Hut 1952 鹿毛 アメリカ                                                                           | 母の母Savage Beauty 1934 鹿毛 アメリカ                                                                     | Khara | Decree F-No.4-r  |                  |

### 近親について
母リトルハットはアメリカ出身の5勝馬。ハビタット以外にもステークス競走勝ち馬の産駒がおり、1965年生まれの牝馬ゲストルーム（父ヘイルトゥリーズン）、1968年生まれのノースフィールズ（父ノーザンダンサー）などを出した名繁殖牝馬であった。
また、日本の皐月賞馬ヘキラク（1953年生・母ミンクス）とは同じ母母サヴェージビューティを持つ関係にあり、同馬とはいとこに当たる。
父サーゲイロードは同じくアメリカ出身の競走馬で、クラシック路線を目前に引退したが、種牡馬として大成功した馬であった。ハビタットのほかにも、サーアイヴァー（1965年生・牡馬）などヨーロッパで活躍する産駒が多く、それらの影響でサーゲイロード自身も後にヨーロッパへと売却されている。

## 備考
1. ↑  全部で4つの競走に登録されていた。いずれの競走でも人気になったが、アイリッシュダービーとセントレジャーステークスの2着が最高であった。
2. ↑  この競走は前走で敗れたジミーレッピンが優勝した。
3. ↑  この年の凱旋門賞には同僚リボフィリオも出走していたが、10着に終わっている。
4. ↑  イギリスでは1971年よりグループ制が導入された。